# أداي بينيتيز
فرانسيسكو أداي بينيتيز كارابالو، المعروف باسم أداي، هو لاعب كرة قدم محترف إسباني سابق، من مواليد 16 ديسمبر 1987، يلعب في مركز جناح، ويمكنه أيضًا اللعب كظهير.

## روابط خارجية
- أداي بينيتيز على موقع Soccerbase.com (لاعب) (الإنجليزية)
- أداي بينيتيز على موقع Soccerway.com (الإنجليزية)